# Liste der Baudenkmäler in Meckingsen
Die Liste der Baudenkmäler in Meckingsen enthält die denkmalgeschützten Bauwerke auf dem Gebiet von Soest-Meckingsen in Nordrhein-Westfalen (Stand: 1. November 2019). Diese Baudenkmäler sind in der Denkmalliste der Stadt Soest eingetragen; Grundlage für die Aufnahme ist das Denkmalschutzgesetz Nordrhein-Westfalen (DSchG NRW).

| Bild           | Bezeichnung  | Lage                                      | Beschreibung | Bauzeit           | Eingetragen seit | Denkmal- nummer |
| -------------- | ------------ | ----------------------------------------- | ------------ | ----------------- | ---------------- | --------------- |
| BW             | Wohnhaus     | Meckingsen Milchstraße 17 Karte           |              |                   | 24.09.1987       | 568             |
| BW             | Bauernhaus   | Meckingsen Am Hilgenhaus 3 Karte          |              | um 1800           | 20.04.2012       | 659             |
| Spritzenhaus   | Spritzenhaus | Meckingsen Am Schloßberg 23 Karte         |              | 1900              | 20.04.2012       | 660             |
| Hofanlage      | Hofanlage    | Meckingsen Am Schloßberg 40 Karte         |              | 2. Hälfte 18. Jh. | 20.04.2012       | 661             |
| Hofanlage      | Hofanlage    | Meckingsen Am Schloßberg 42 Karte         |              | 1852              | 23.04.2012       | 662             |
| weitere Bilder | Friedhof     | Meckingsen Kopper Weg/Auf dem Bühle Karte |              | 1900              | 23.04.2012       | 663             |
| BW             | Hofanlage    | Meckingsen Milchstraße 25 Karte           |              | Kern 1873         | 23.04.2012       | 664             |

Die Angaben zu Bauzeit und Eintragung in dieser Liste entstammen, wenn nicht anders angegeben, der für diesen Eintrag angeforderten Version der Denkmalliste vom November 2019.